# Zoológico de Melbourne

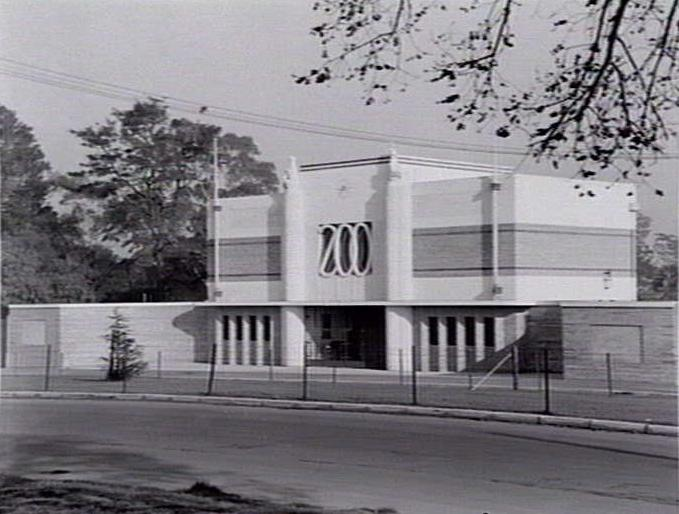
Entrada principal do Zoológico de Melbourne, 1940

O Jardim Zoológico Real de Melbourne, comumente conhecido como Zoológico de Melbourne, contém mais de 350 espécies de animais da Austrália e redor do mundo e é considerado por especialistas como um dos melhores zoológicos do mundo. O zoológico está 4 km ao norte do centro de Melbourne. É acessível via Royal Park Station na linha férrea Upfield, e é também acessível via as rotas de bondes 55 e 19, assim como por bicicleta pela Capital City Trail.